# Alfa Romeo Disco Volante (2013)
Alfa Romeo Disco Volante – samochód sportowy klasy średniej wyprodukowany pod włoską marką Alfa Romeo w 2013 i 2016 roku.

## Historia i opis modelu

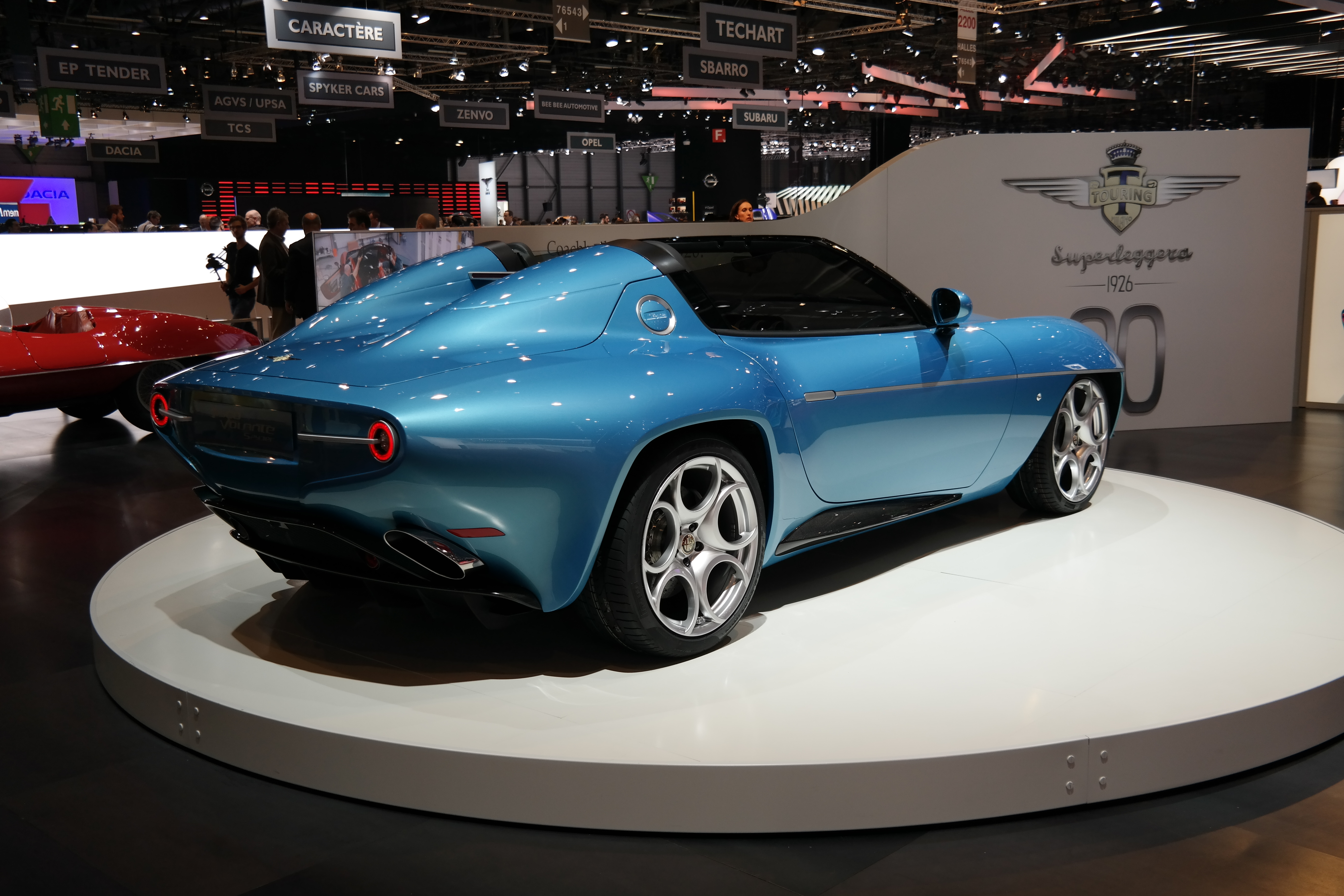
Alfa Romeo Disco Volante Spyder

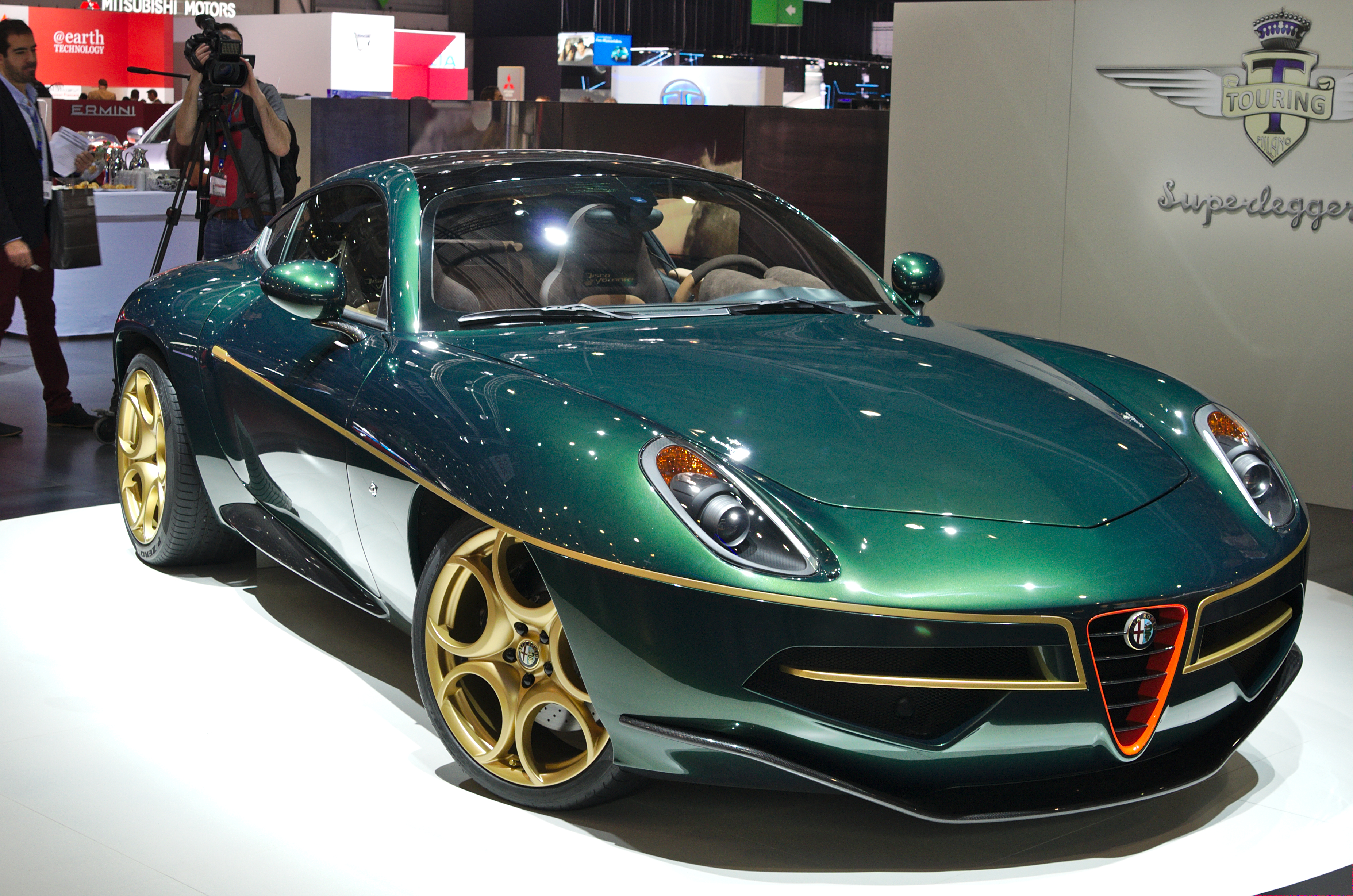
Alfa Romeo Disco Volante 02

W marcu 2012 roku włoskie studio projektowe Carrozzeria Touring Superleggera przedstawiło studium współczesnej interpretacji swojego dawnego projektu z lat 50. XX wieku, niewielkiego samochodu sprotowego Alfa Romeo Disco Volante. Prototyp wyróżnił się futurystyczną stylizacją stroniącą od estetyki retro na rzecz nowoczesnych i niebanalnych form. Produkcyjny model zadebiutował rok później, w marcu 2013 roku, w obszernym zakresie odtwarzając cechy stylistyczne prototypu. Obła sylwetka wyróżniła się reflektorami zaciągniętymi na błotniki, częściowo zakrytymi błotnikami przyozdobionymi chromowaną listwą, a także wąsko zakończonym tyłem.
Współczesne Disco Volante jest dwumiejscowym, dwudrzwiowym coupé opartym na płycie podłogowej i technice Alfa Romeo 8C Competizione. Przy wykonaniu karoserii wykorzystano głównie aluminium z domieszką włókna węglowego, które zapewnia optymalną masę całkowitą samochodu.
Do napędu Disco Volante wykorzystano centralnie umieszczony silnik o pojemności 4,7 litra, który rozwija moc 450 KM i moment obrotowy 480 Nm. Zautomatyzowana skrzynia biegów to przekładnia z mechanizmem różnicowym o ograniczonym poślizgu, która posiada 6 przełożeń i przenosi moc na tylną oś. Samochód jest w stanie przyspieszyć od 0 do 100 km/h w 4,2 sekundy i osiągnąć prędkość maksymalną 291 km/h. Pojazd ten posiada zbalansowany rozkład masy wynoszący 49:51 (przód:tył).

### Spyder
W marcu 2016 roku podczas salonu samochodowego Geneva Motor Show przedstawiona została odmiana z otwartym dachem o przydomku Spyder. Samochód o takiej samej jak coupé specyfikacji technicznej wyróżnił się innymi lakierami malowania nadwozia, a także jeszcze mniejszym wolumenem produkcyjnym wynoszącym łącznie 7 egzemplarzy.

### Sprzedaż
Alfa Romeo Disco Volante to samochód o ściśle limitowanym wolumenie produkcyjnym, który pierwotnie przewidywał 500 samochodów, ostatecznie poprzestając na jedynie 8 sztukach. Budowa pojedynczego egzemplarza wymaga ok. 4000 roboczogodzin, a do produkcji oddelegowane zostały włoskie zakłady manufaktury Carrozzeria Touring Superleggera.

### Silnik
- V8 4,7l 444 KM